# تيساجنليكلوسيل
تيساجنليكلوسيل المُسوّق باسم «كيمرايه» هو علاج مكون من «كار-تي سيل» من الخلايا التائية ويستخدم لعلاج سرطان الخلايا البائية الليمفاوي الحادّ في الدم. حيث أصبح أول علاج جيني أقرته مؤسسة الغذاء والدواء في الولايات الأمريكية المتحدة في أغسطس 2017. ويرجع السبب في العديد من سرطانات الدم للنمو غير المسيطر عليه من الخلايا البائية. تمتلك الخلايا البائية على سطحها بروتين يسمى «سي دي19». يتم في عملية المعالجة هذه أخذ خلايا تائية من المريض ثم يتم معالجتها لتصبح تعمل على مهاجمة الخلايا البائية. وتقتل هذه المعالجة الخلايا البائية السرطانية لكنها تقتل ايضاً الخلايا البائية الطبيعية التي تعتبر جزء من جهاز المناعة الدفاعي في الجسم. لقد تم تطويره في جامعة بنسلفانيا وتم تسويقه تجارياً من قبل شركة نوفارتس. حيث يتم اعطاؤه بجرعة علاجية احادية تبلغ تكلفتها 475,000 دولار أمريكي. وقالت شركة نوفارتس بأنها تعد اقل تكلفة من بعض عمليات زراعة نخاع العظم. كما قالت نوفارتس بأنها لن تأخذ مقابلاً مالياً من المرضى الذين لن يستجيبوا للعلاج.  

## التاريخ
تم تطوير المعالجة هذه من قبل مجموعة ترأسها «كارل اتش. جوني» في جامعة بنسلفانيا وتم ترخيصها لنوفارتس. 
في نيسان عام 2017، حدث تقدم تقني مفاجئ في المعرفة لتصميم المعالجة هذه من قبل مؤسسة الغذاء و الدواء الأمريكية لعلاج لمفومة الخلايا البائية المنتشرة غير المستجيبة أو المنتكسة.
في تموز عام 2017، وصت اللجنة الاستشارية لمؤسسة الغذاء والدواء بالاجماع بأن تكون الوكالة الموافق عليها من قبلها لعلاج سرطان الخلايا البائية بالدم في المرضى الذين لم يستجيبوا بشكل كافٍ لطرق المعالجة الأخرى أو لديهم انتكاسات.
في آب عام 2017، منحت مؤسسة الغذاء والدواء الموافقة على استخدام تيساجنليكلوسيل في علاج مرضى ابيضاض الارومات اللمفاوية الحاد. وفقاً لما قالته نوفارتس فإنه سيتم اعطاء هذا العلاج في مراكز طبية محددة حيث يكون هناك كادر طبي مدرب وقادر على التعامل مع التفاعلات المحتملة لهدا العلاج الجديد من نوعه.

## التصنيع
خلال عملية 22 يوم تم تعديل العلاج وفقاً لحالة كل مريض على حدا ليناسبه. وقد تم تعديل الخلايا التائية المأخوذة من المريض باستخدام فايروس بحيث يقوم بإدخال جينات تنقل شيفرة مستقبل المستضد الخيمري (CAR) إلى داخل الحمض النووي للخلايا التائية لتصبح قادرة على التعرف على خلايا سرطان الدم. بحيث تقوم باستخدام ميدان التنبيه المشترك 4-1BB في ال CAR لتحسين الاستجابة.

## تجارب سريرية
لقد دخلت في الطور الثاني من الدراسة السريرية لعلاج سرطان الخلايا البائية الليمفاوي الحاد الناكس. وقد تم ملاحظة عرض جانبي متكرر وهو متلازمة افراز السيتوكين.

## اقرأ أيضا
- BLA 125646 Tisagenlecleucel - Novartis Briefing document to FDA ODAC